# Ле Казете (Ровиго)
Ле Казете је насеље у Италији у округу Ровиго, региону Венето.
Према процени из 2011. у насељу је живело 50 становника. Насеље се налази на надморској висини од 2 м.